# منطقه حفاظت‌شده صوفی‌چای
منطقهٔ حفاظت‌شدهٔ صوفی‌چای یک منطقهٔ حفاظت‌شده با مساحت ۱۳۱۵۰ هکتار است که در استان آذربایجان شرقی در ایران قرار دارد. این منطقهٔ حفاظت‌شده طبق مصوبهٔ شمارهٔ ۷۸۱ در تاریخ ۹۹/۱۱/۰۶ در فهرست مناطق تحت حفاظت سازمان محیط زیست ایران قرار گرفت.